# Vladimirci
Vladimirci (cirill betűkkel Владимирци) az azonos nevű község székhelye Szerbiában, a Mácsvai körzetben.

## Népesség
- 1948-ban 1 107 lakosa volt.
- 1953-ban 1 341 lakosa volt.
- 1961-ben 1 457 lakosa volt.
- 1971-ben 1 636 lakosa volt.
- 1981-ben 1 857 lakosa volt.
- 1991-ben 1 646 lakosa volt
- 2002-ben 1 879 lakosa volt, melyből 1 796 szerb (95,58%), 46 cigány, 7 jugoszláv, 7 montenegrói, 5 horvát, 2 román, 1 magyar (0,05%), 1 muzulmán, 1 ukrán, 7 nem nyilatkozott, 1 régióbeli hovatartozású személy és 5 ismeretlen.

## A községhez tartozó települések
- Belotić,
- Beljin,
- Bobovik,
- Vlasenica,
- Vukošić,
- Vučevica,
- Debrecen (Szerbia),
- Dragojevac,
- Zvezd,
- Jazovnik,
- Jalovik,
- Kaona,
- Kozarica,
- Krnić,
- Krnule,
- Kujavica,
- Lojanice,
- Matijevac,
- Mesarci,
- Mehovine,
- Mrovska,
- Novo Selo,
- Pejinović,
- Provo,
- Riđake,
- Skupljen,
- Suvo Selo,
- Trbušac